# Толстоножка садовая
Толстоножка садовая, или бибион садовый (лат. Bibio hortulanus) — вид двукрылых насекомых из семейства толстоножек.

## Описание
Длина тела от 6 до 9 мм. Самец чёрного цвета, покрыт белыми волосками. У самки голова, бока груди, щиток и ноги чёрные, остальные части тела жёлто-красные. Крылья у самца и самки буроватые с белыми концами. После спаривания самка откладывает до 160 яиц кучкой в землю, преимущественно на такие места, где есть перепревший навоз. В июле и августе из яичек вылупляются цилиндрические личинки грязного серо-бурого цвета, покрытые поперечными морщинистыми складками. Эти личинки живут в земле, вблизи корней, которые они обгрызают, и если их много, то они причиняют значительный вред.
Вид распространён в Северной Африке, Европе и Азии. Имаго предпочитают цветы зонтичных растений.